# Cyllopoda catabathmus
Cyllopoda catabathmus är en fjärilsart som beskrevs av Louis Beethoven Prout 1938. Cyllopoda catabathmus ingår i släktet Cyllopoda och familjen mätare. Inga underarter finns listade i Catalogue of Life.